# 刺巢鼠屬
刺巢鼠屬（Leporillus），哺乳綱、囓齒目、鼠科的一屬，而與刺巢鼠屬（刺巢鼠）同科的動物尚有長足水鼠屬（長足水鼠）、塘鼠屬（塘鼠）、長尾大鼠屬（長尾大鼠）、柔毛犬鼠屬（柔毛犬鼠）等之數種哺乳動物。